# Nadorózhniv
Nadorózhniv (ucraniano: Надоро́жнів) es un pueblo de Ucrania, perteneciente al municipio rural de Saranchuký, en el raión de Ternópil de la óblast de Ternópil.
En 2001, el pueblo tenía una población de 368 habitantes.
Se ubica unos 5 km al suroeste de Berezhany.

## Historia
Antes de su integración en el actual municipio de Saranchuký en 2020, el pueblo era una pedanía del consejo rural de Mechýshchiv, en el raión de Berezhany.